# Наґіса Каору
Каору Наґіса (яп. 渚カヲル, англ. Kaworu Nagisa) - вигаданий персонаж аніме та манґи Neon Genesis Evangelion. П'яте Дитя, пілот Євангеліона-02, і в той же час 17-й Ангел "Табріс" (Вільної Волі). Має попелястий колір волосся та червоне забарвлення райдужки очей. Нарівні з Рей найзагадковіша особа з пілотів, має найвищий рівень синхронізації з Євами. Швидко зумів завоювати довіру Шінджі. За словами Каору, він народився «під час Другого удару» (в день Другого удару). Він відправився в Nerv за наказом Seele як заміна пілота Євангеліона-02 після того, як рівень синхронізації Аски Ленґлі впав нижче допустимого. Пізніше він вірвався в Термінальну Догму, щоб повернутися до Адама, але коли він виявив, що там насправді була Ліліт, то дозволив Шінджі Ікарі знищити його. Виявляє тепле ставлення до всіх людей, хоч і не розуміє їх.  
Він з'являється в фільмі «Кінець Євангеліона» під час Третього Удару, спілкуючись з Шінджі, в зв'язку з вибором, чи треба прийняти або відхилити Комплементацію Людства. Каору також з'являється в продовженні «Євангеліон. Перебудова».